# Miguel Alberto Flangini Ximénez
Miguel Alberto Flangini Ximénez (1824. – 1900.) bio je urugvajski političar i kratkotrajni predsjednik Urugvaja tijekom 1882. godine.

## Životopis
Miguel Alberto Flangini Ximénez rodio se 1824. godine, u vrlo burnom razdoblju urugvajske povijesti. Nakon stjecanja punoljetnosti, pridružio se političkoj stranci Colorado, u kojoj je vršio dužnosti zapisničara, tajnika i člana stranačkog vijeća. Zbog svoje angažiranosti u stranci i politici, dvaput je vršio mandat ministra vanjskih poslova Urugvaja; prvi mandat od 24. siječnja do 3. ožujka 1856. te drugi od 15. svibnja 1866. do 15. veljače 1868.
Prije i tijekom ministarske dužnosti, od 9. veljače 1882. do 29. siječnja 1883. bio je senator za departman Durazno. Zbog proceduralnih pogrešaka, nakratko je obnašao dužnost urugvajskog predsjednika koju mu je povjerio njegov prethodnik Francisco Antonino Vidal. Nakon mjesec dana predsjedništva, predaje dužnost Máximu Santosu, ali još neko vrijeme ostaje raditi u državnoj upravi.
U 15. urugvajskom zastupničkom mandatu, bio je senator (9. veljače 1885. – 9. veljače 1888.) i zamjenik ministra unutarnjih poslova od 15. veljače 1885. do 3. ožujka 1886. Tijekom 1885. bio je član predsjedništva Urugvajske komore te stranački savjetnik i član raznih stranačkih vijeća. Umro je 1900. godine.